# Evania fumipennis
Evania fumipennis är en stekelart som beskrevs av Günther Enderlein 1901. Evania fumipennis ingår i släktet Evania och familjen hungersteklar. Inga underarter finns listade i Catalogue of Life.